# Kolsvik

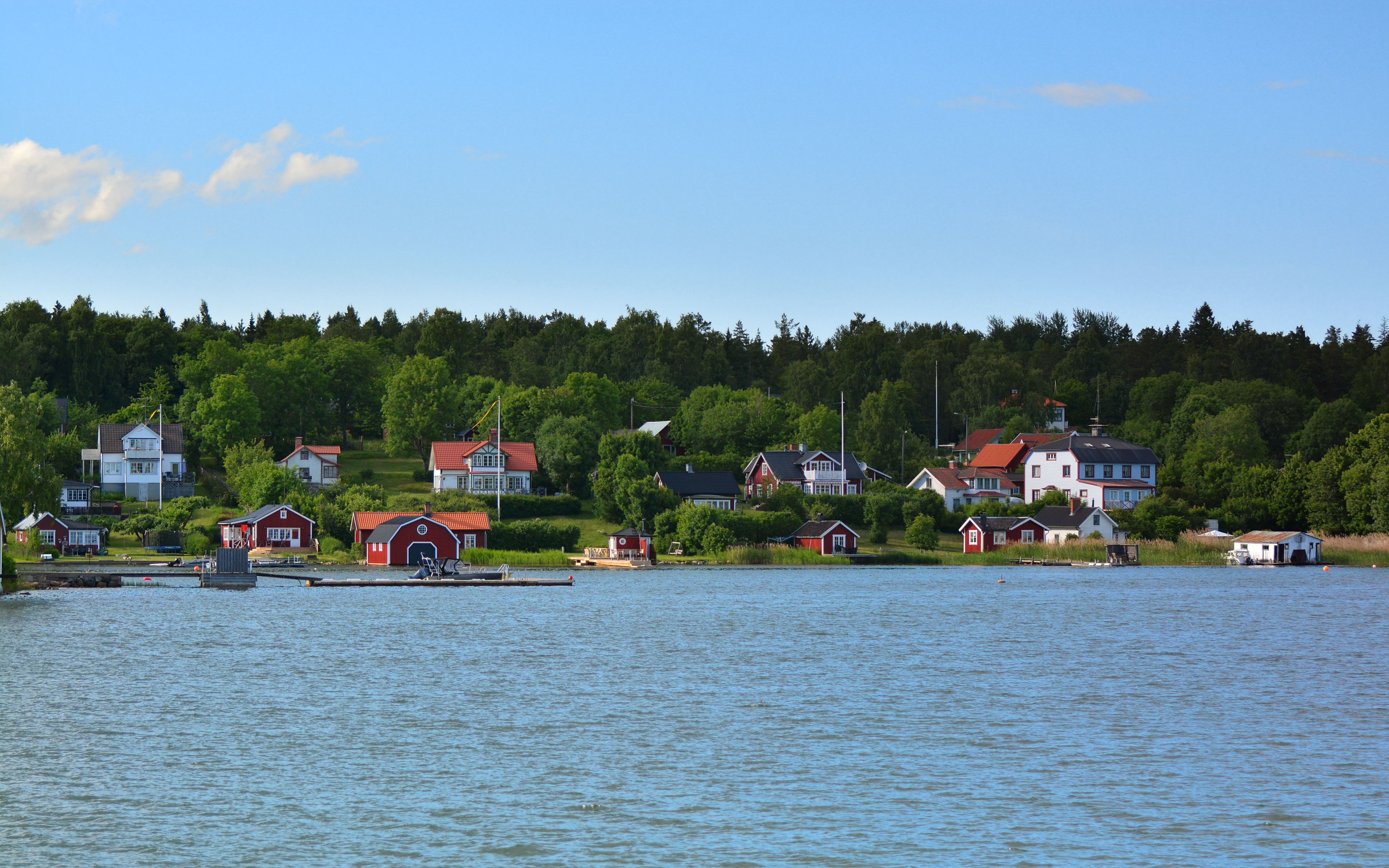
Kolsvik sedd från Blidösund.

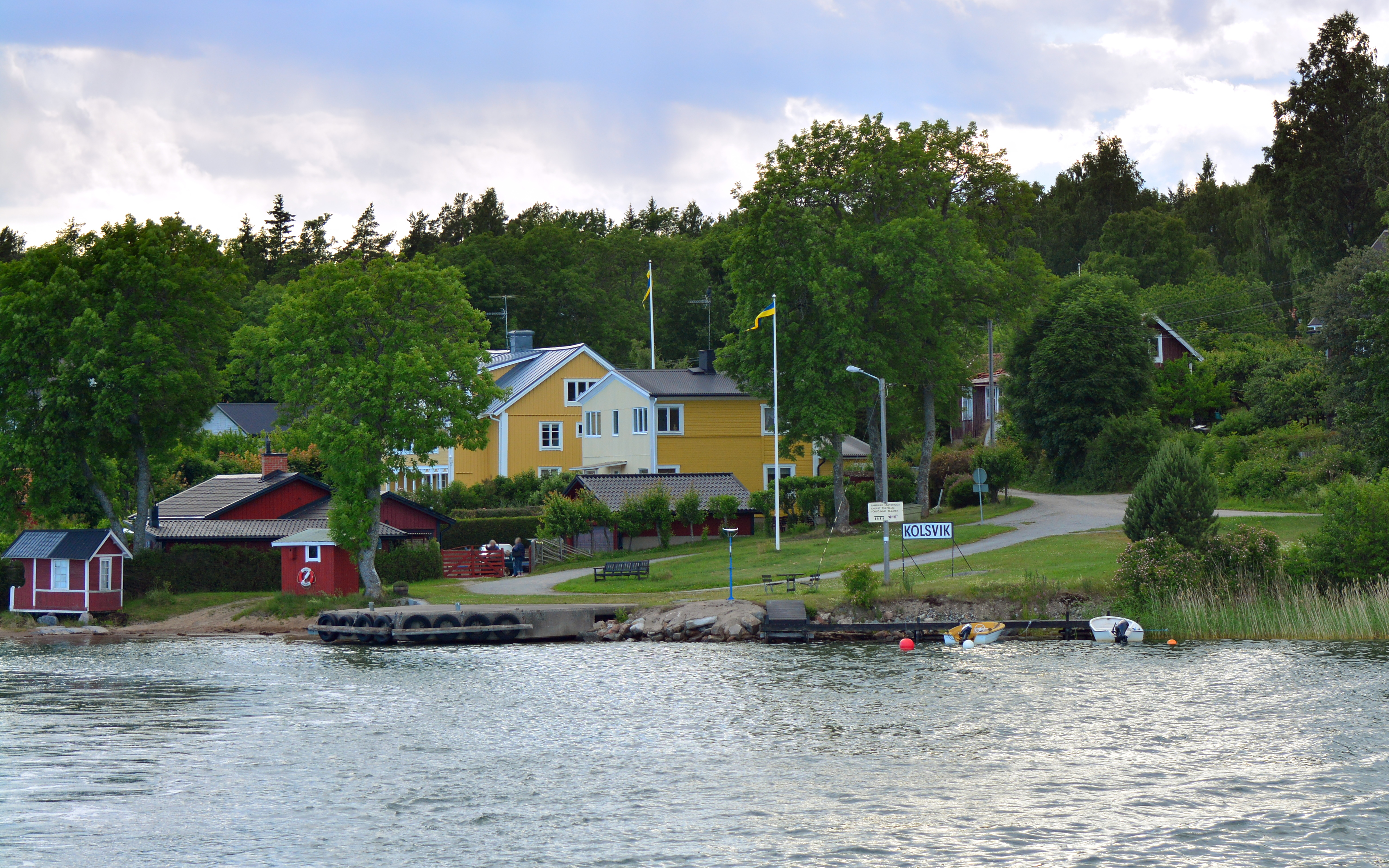
Kolsviks brygga.

Kolsvik är en by på Yxlan, Blidö socken, Norrtälje kommun.

## Historik
Byn som i geometriska jordeboken 1639 omfattar 2 mantal skall enligt lokal tradition tidigare hetat Kohalsvik, och fått sitt namn efter viken vid byn som tidigare hetat Kohalsen. Vid ägomätning 1707 bestod byn av sex gårdar. Sitt nuvarande läge fick byn i samband med laga skifte 1827-1833 då flera gårdar flyttades ut till Övre Kolsvik. Kolsvik är numera Yxlans största by. I byn byggdes under början av 1900-talet flera sommarhus och villor.Tomter började säljas av från Kolsvik i början av 1950-talet till Sportstugor på Norrskogen. 
I Övre Kolsvik bodde "Blidökungen" Johan Österman. Han gjorde sig stora inkomster som redare och var delägare i ett tiotal fartyg, var disponenten för Furusunds Slip och Varf på Högmarsö och köpte även Lidö herrgård. På föräldrarnas tomt i Kolsvik lät han uppföra Tornvillan, som ännu finns kvar men förlorade sitt torn på 1920-talet. Han lät sedan bygga ett ännu större hus till familjen som efter hans död blev uppköpt i slutet av 1920 talet av krögerskan Matilda Jansson, som döpte huset till Hemfrid och öppnade pensionat där, gick under namnet "Panget". Tornvillan blev också pensionat när nya huset blev klart. På "Panget" ordnades under somrarna några gånger i veckan dans till egen orkester. Där fanns stor matsal bestående av stora glasväggar från Brocafeet, Stockholmsutställningen. Levande musik, rutschbana, bollplan, krocketplan, vitt grus på alla gångar, massor av blommor, utemöbler med färggranna parasoll. Annexet med 25 uthyrningsrum brann senare ned men pensionatsbyggnaden finns ännu kvar även om verksamheten är nedlagd. Huset är nu privatägt.           Senare låg här en bunkringsplats för motorpråmar.